# Temporary People
 (février 2023).
Si vous disposez d'ouvrages ou d'articles de référence ou si vous connaissez des sites web de qualité traitant du thème abordé ici, merci de compléter l'article en donnant les références utiles à sa vérifiabilité et en les liant à la section « Notes et références ».
Temporary People est le douzième album de Joseph Arthur, sorti en 2008. Pour une grande partie de la presse[évasif], cet album est son meilleur depuis ses débuts. 

## Pistes
Toutes les pistes sont de Joseph Arthur sauf celles mentionnées.
Les douze pistes de cet album sont :
1. "Temporary People" - 5:06
2. "Faith" (Arthur, Wieczorek) - 4:42
3. "Say Goodbye" (Arthur, Johnson) - 4:03
4. "Dead Savior" - 3:37
5. "Look Into the Sky" - 4:09
6. "Sunrise Dolls" - 3:58
7. "A Dream Is Longer Than the Night" (Arthur, Turner, Wieczorek) - 2:25
8. "Heart's a Soldier" (Arthur, Johnson, Wieczorek) - 4:01
9. "Turn You On" - 4:41
10. "Winter Blades" (Arthur, Johnson) - 3:49
11. "Drive" - 5:00
12. "Good Friend" - 3:44